# 재러드 쿠슈너
재러드 코리 쿠슈너(영어: Jared Corey Kushner, 1981년 1월 10일 ~ )는 미국의 사업가, 투자가이다. 미국 제45대 대통령 도널드 트럼프의 사위로, 장녀 이방카 트럼프의 남편이다. 아버지 찰스 쿠슈너는 유대인 부동산 개발업자이다.
장인 도널드 트럼프가 2016년 미국 대통령 선거에 나섰을 때, 쿠슈너는 장인의 선거캠프에서 캠프 운영을 도맡았다. 코리 루언다우스키, 호프 힉스 등 인재를 적재적소에 배치하고 공화당 측 의원들과 트럼프 사이의 중개인 역할을 했다. 또 SNS를 적극적으로 활용하고 트럼프의 메시지를 인터넷으로 알리는 데 힘썼다.

## 같이 보기
- 2016년 미국 대통령 선거에 대한 러시아의 개입